# Inaugurace

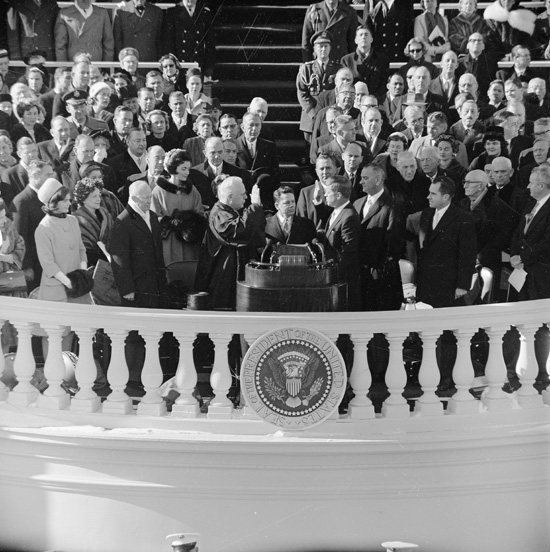
Inaugurace amerického prezidenta Kennedyho 20. ledna 1961 v Kapitolu

Inaugurace (řidčeji inaugurování) je slavnostní společenský obřad či ceremonie, která představuje veřejné uvedení (instalaci) konkrétního člověka do jeho nové funkce, respektive do jeho úřadu. Inaugurace se běžně používají při uvádění do funkce u nově zvolených hlav státu (např. inaugurace prezidenta USA), rektorů vysokých škol apod. Vlastní ceremoniál inaugurace může být někdy spojen s dalšími slavnostními rituály a procesními úkony (např. slavnostní slib prezidenta republiky, podpis inauguračních listin, symbolické předávání klíčů od budovy, slavnostní projevy apod.).

## Původ slova
Slovo má svůj původ v latině, ze starověkého Říma, kde se tehdy jednalo o symbolické přenášení božské síly na nově zvolené augury.